# العلاقات السيراليونية الليبيرية
العلاقات السيراليونية الليبيرية هي العلاقات الثنائية التي تجمع بين سيراليون وليبيريا.

## مقارنة بين البلدين
هذه مقارنة عامة ومرجعية للدولتين:
| وجه المقارنة                                              | سيراليون       | ليبيريا      |
| --------------------------------------------------------- | -------------- | ------------ |
| المساحة (كم2)                                             | 71.74 ألف      | 111.37 ألف   |
| عدد السكان (نسمة)                                         | 7.56 مليون     | 4.73 مليون   |
| الكثافة السكانية (ن./كم²)                                 | 105.38         | 42.47        |
| العاصمة                                                   | فريتاون        | مونروفيا     |
| اللغة الرسمية                                             | لغة إنجليزية   | لغة إنجليزية |
| العملة                                                    | ليون سيراليوني | دولار ليبيري |
| الناتج المحلي الإجمالي (بليون دولار)                      | 3.77 مليار     | 2.16 مليار   |
| الناتج المحلي الإجمالي (تعادل القوة الشرائية) بليون دولار | 10.13 مليار    | 3.76 مليار   |
| الناتج المحلي الإجمالي الاسمي للفرد دولار أمريكي          | 653            | 455          |
| الناتج المحلي الإجمالي للفرد دولار أمريكي                 | 1.97 ألف       | 842          |
| مؤشر التنمية البشرية                                      | 0.413          | 0.430        |
| رمز المكالمات الدولي                                      | +232           | +231         |
| رمز الإنترنت                                              | .sl            | .lr          |
| المنطقة الزمنية                                           | 00             | 00           |

## منظمات دولية مشتركة
يشترك البلدان في عضوية مجموعة من المنظمات الدولية، منها:
| علم المنظمة | اسم المنظمة                                 | تاريخ انضمام سيراليون | تاريخ انضمام ليبيريا |
| ----------- | ------------------------------------------- | --------------------- | -------------------- |
|             | مؤسسة التنمية الدولية                       | 13 نوفمبر 1962        | 28 مارس 1962         |
|             | البنك الإفريقي للتنمية                      | ?                     | ?                    |
|             | مؤسسة التمويل الدولية                       | 10 سبتمبر 1962        | 28 مارس 1962         |
|             | منظمة حظر الأسلحة الكيميائية                | ?                     | ?                    |
|             | الأمم المتحدة                               | 27 سبتمبر 1961        | 2 نوفمبر 1945        |
|             | الاتحاد الدولي للاتصالات                    | 30 ديسمبر 1961        | 10 أكتوبر 1927       |
|             | منظمة الشرطة الجنائية الدولية               | ?                     | ?                    |
|             | البنك الدولي للإنشاء والتعمير               | 10 سبتمبر 1962        | 28 مارس 1962         |
|             | الاتحاد البريدي العالمي                     | ?                     | ?                    |
|             | المركز الدولي لتسوية المنازعات الاستشارية   | 14 أكتوبر 1966        | 16 يوليو 1970        |
|             | وكالة ضمان الاستثمار متعدد الأطراف          | 20 يونيو 1996         | 12 أبريل 2007        |
|             | مجموعة دول أفريقيا والكاريبي والمحيط الهادئ | ?                     | ?                    |
|             | الاتحاد الأفريقي                            | ?                     | ?                    |
|             | يونسكو                                      | 28 مارس 1962          | 6 مارس 1947          |

## أعلام
هذه قائمة لبعض الشخصيات التي تربطها علاقات بالبلدين:
- تشارلز كينغ (12 مارس 1875 – 4 سبتمبر 1961)

## وصلات خارجية
- موقع وزارة الخارجية الليبيرية